# Чупраков, Николай Михайлович
Николай Михайлович Чупрако́в (1909—1983) — советский энергетик, лауреат Сталинской премии.

## Биография
После войны — начальник Главного управления электростанций и сетей Юга «Главюжэнерго».
В 1950-е годы главный инженер Главэнергопроекта, заместитель начальника Эксплуатационного управления Министерства электростанций СССР.
С 31 мая 1963 года заместитель Председателя Государственного производственного комитета по энергетике и электрификации СССР и заместитель руководителя Советской части Постоянной Комиссии Совета Экономической Взаимопомощи (СЭВ) по электроэнергии.
В документах 1966 и 1968 годов упоминается как руководитель Главзагранэнерго в ранге члена Коллегии Минэнерго СССР.
Похоронен на Ваганьковском кладбище (участок № 37).

## Награды и премии
- Сталинская премия второй степени (1951) — за автоматизацию и телемеханизацию Узбекской и Московской энергосистем